# اوکی وازا
اوکی وازا (به ژاپنی: 浮技)-(به انگلیسی: Uki waza) یکی از فنون و تکنیک‌های دستهٔ ناگه-وازا رشتهٔ ورزشی جودو است که در زیردستهٔ سوتمی-وازا دسته‌بندی می‌شود. 